# Барепат
Барепат (арм. Բարեպատ) — село в Гехаркуникской области Армении.

## География
Село расположено в северной части марза, на берегах реки Баребер, к северу от озера Севан, на расстоянии приблизительно 32 километров (по прямой) к северу от города Гавар, административного центра области. Абсолютная высота — 1400 метров над уровнем моря.
Климат
Климат характеризуется как умеренный, влажный, с тёплым летом (Cfb в классификации климатов Кёппена). Среднегодовая температура воздуха составляет 7,8 °C. Средняя температура самого холодного месяца (января) составляет −2,3 °С, самого жаркого месяца (июля) — 18,1 °С. Расчётная многолетняя норма атмосферных осадков — 545 мм. Наибольшее количество осадков выпадает в мае (93 мм).

## Население
| Год переписи | Население          | Население          | Население          | Население            | Население            | Население            |
| Год переписи | Наличное население | Наличное население | Наличное население | Постоянное население | Постоянное население | Постоянное население |
| Год переписи | Всего              | Мужчины            | Женщины            | Всего                | Мужчины              | Женщины              |
| ------------ | ------------------ | ------------------ | ------------------ | -------------------- | -------------------- | -------------------- |
| 2001         | 110                | 58                 | 52                 | 111                  | 58                   | 53                   |
| 2011         | 60                 | 27                 | 33                 | 68                   | 34                   | 34                   |

| Год  | Численность | Численность |
| ---- | ----------- | ----------- |
| 1897 | 111         | [ 8 ]       |
| 1926 | 91          | [ 8 ]       |
| 1939 | 102         | [ 8 ]       |
| 1959 | 205         | [ 8 ]       |
| 1989 | 28          | [ 8 ]       |
| 2001 | 111         | [ 8 ]       |
| 2011 | 68          | [ 9 ]       |